# Solomon Cutner

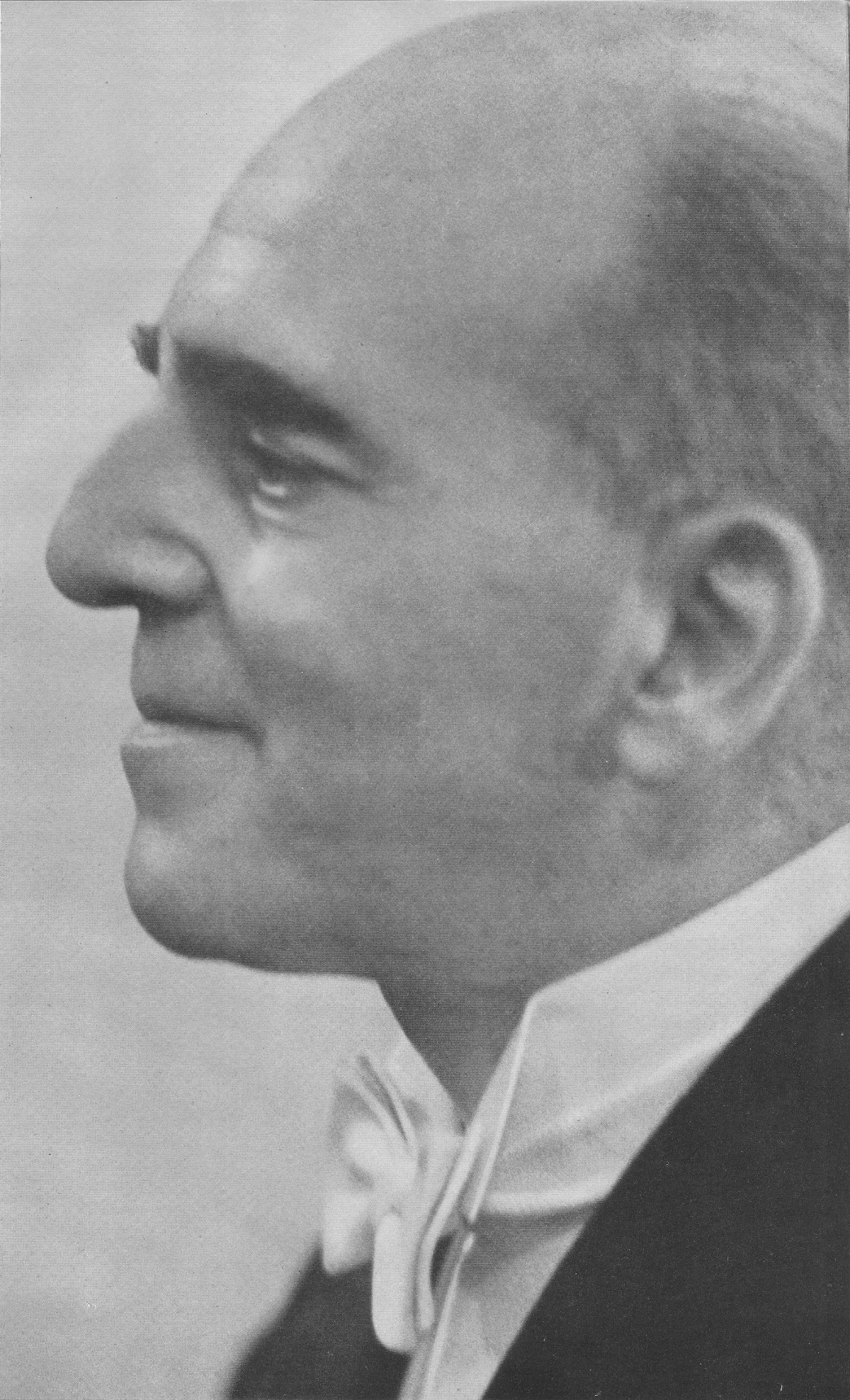
Solomon Cutner in 1953

Solomon Cutner, artiestennaam Solomon, (Londen, 6 augustus 1902 - Londen, 22 februari 1988) was een Britse pianist.
Solomon, die bij het publiek vrijwel uitsluitend bekend was onder zijn voornaam, was afkomstig uit het Londense East End. Al op zevenjarige leeftijd gaf hij blijk van een buitengewoon talent door in de huiselijke kring zijn eigen pianoarrangement van Tsjaikovski's Ouverture 1812 ten gehore te brengen. Op dat moment was hij geheel autodidact, maar hij werd toevertrouwd aan de befaamde pianopedagoge Mathilde Verne, die zelf leerling van Clara Schumann was geweest. Op zijn twaalfde gaf hij zijn eerste concerten, maar later trok hij zich terug om pas als volwassen pianist terug te keren op de podia. Zijn eerste plaatopnamen werden in 1929 gemaakt. In en na de Tweede Wereldoorlog steeg zijn roem tot grote hoogten. Hij maakte concerttournees over de gehele wereld en werd vooral gewaardeerd om zijn vertolkingen van Mozart, Beethoven, Schumann en Brahms. Hij werd in 1946 benoemd tot Commandeur in de Orde van het Britse Rijk. Tijdens het vastleggen van een complete cyclus van Beethovens sonates werd hij in 1956 getroffen door een beroerte, waarna zijn rechterarm de verdere 32 jaar van zijn leven vrijwel volledig verlamd bleef.
Hij trad daarna nooit meer op. Solomon overleed op 85-jarige leeftijd.

## Opnamen
- Solomon: The First Recordings, 1942-43. Frédéric Chopin, Etude for piano No. 9 in F minor, Op. 10/9, CT. 22, Etude for piano No. 14 in F minor, Op. 25/2, CT. 27, Etude for piano No. 15 in F major, Op. 25/3, CT 28., Nocturne for piano No. 8 in D flat major, Op. 27/2, CT. 115, Berceuse for piano in D flat major, Op. 57, CT. 7, Johannes Brahms Variations (25) and Fugue on a Theme of Handel, for piano, in B flat major, Op. 24, Ludwig van Beethoven Piano Trio in B flat major ("Archduke"), Op. 97. Signature Series Records CD, 1994.
- Beethoven: Three Favorite Sonatas - Seraphim Records LP 60286
- Beethoven: Piano Concerto No. 1 in C Major - Angel Records LP 35580
- Beethoven: Piano Sonatas Opp. 90, 101, 106, 109, 110 & 111 - EMI Classics CD, 1993.
- Beethoven: Piano Concertos Nos. 1-4; Piano Sonata No. 14 - EMI Classics CD, 1995.
- Schumann, Brahms & Liszt. Robert Schumann Carnaval for piano, Op. 9. Johannes Brahms, Piano Sonata No. 3 in F minor, Op. 5. Franz Liszt, La Leggierezza, for piano in F minor (Grandes études de concert No. 2), S. 144/2 (LW A118/2), Au bord d'une source (II & III), for piano (Années I/4), S. 160/4 & S. 160/4bis (LW A159/4), Hungarian Rhapsody, for piano No. 15 in A minor (Rákóczi-Marsch III), S. 244/15 (LW A132/15) - Testament Records, 1996.
- The Complete Recordings Of Chopin: Testament Records CD, 1993.
- Solomon Plays Brahms: Piano Concerto No. 1 in D minor, Op. 15, Variations (25) and Fugue on a Theme of Handel, for piano, in B flat major, Op. 24. Testament Records, 1994.

- Biblioteca Nacional de España: XX1126506
- Bibliothèque nationale de France: cb13922034b (data)
- Gemeinsame Normdatei: 11929317X
- International Standard Name Identifier: 0000 0001 1493 4814
- KulturNav: 01cc0fba-3a26-4467-83fa-324501ac343a
- Library of Congress Control Number: nr88007412
- Nationale Bibliotheek van Letland: 000351461
- MusicBrainz: 06b6282e-812f-48b6-b14e-4a75de493fc9
- Nationale Bibliotheek van Tsjechië: pna2007389226
- Nationale Bibliotheek van Israël: 987007268489605171
- Virtual International Authority File: 71579986
- WorldCat: E39PBJwdhh7dGjxFr73RYhhPwC